# DC宇宙動畫原創電影
DC宇宙動畫原創電影（英語：DC Universe Animated Original Movies），也稱為DC宇宙原創電影（DC Universe Original Movies）是由華納首映、華納兄弟動畫公司和DC漫畫公司在布魯斯·蒂姆等製作人的幫助下創作的錄影帶首映電影項目。這些最近的電影項目還包括許多在以前的動畫系列和電影中工作的聲音演員。